# Тканинна маска для обличчя

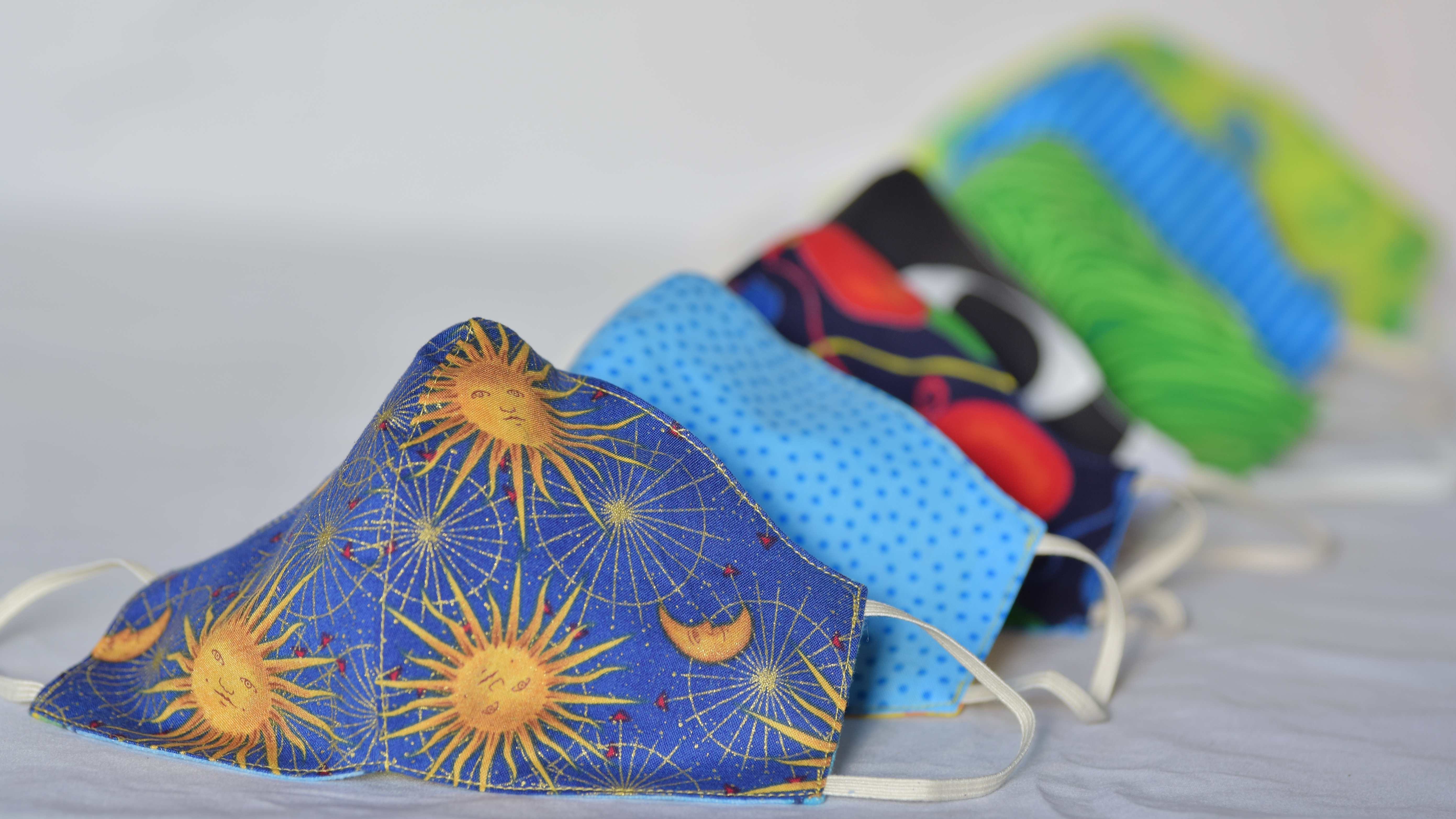
Саморобні маски з тканини

Тканинна маска для обличчя — маска на ніс та рот, що виготовляється з текстильних матеріалів, як правило з бавовни. Хоча вони менш ефективні, ніж медичні маски, вони широко використовуються для захисту від інфекційних захворювань, також й від забрудненого повітря. Рекомендуються органами охорони здоров’я лише для захисту від можливих джере поширення хвороб під час епідемій, але не вважаються засобами індивідуального захисту. 
Медичні працівники використовували їх, починаючи з кінця 19 століття і до середини 20 століття. У 60-х роках вони вийшли з ужитку в розвинених країнах, на зміну прийшли хірургічні маски, але їх використання зберігається в країнах, що розвиваються. Під час пандемії COVID-19 спостерігалось їх широке використання й у розвинених країнах через дефіцит хірургічних масок та респіраторів.

## Використання
До пандемії COVID-19, багаторазові тканинні маски використовувались переважно у країнах, що розвиваються, і були у країнах Азії. На відміну від хірургічних масок та респіраторів, тканинні маски не прилягають щильно до обличчя.
У медичних установах їх можуть носити пацієнти, щоб зменшити ризик та контролювати поширення респіраторних інфекційних захворювань, а також медичні працівники, коли хірургічні маски та респіратори недоступні. Тканинні маски для обличчя зазвичай рекомендуються використовувати лише в крайньому випадку, якщо немає запасів хірургічних масок і респіраторів. Вони також використовуються для широкої публіки в побутових і суспільних установок, як сприймається захисту від обох інфекційних захворювань і частинок забруднення повітря. 
Кілька видів тканинних масок для обличчя доступні в продажі, особливо багато на ринку Азії. Як замінник тканинної маски, що імітує за формою хірургічну,  використовують також бандани, футболки, хустки, шарфи, або рушники.

## Рекомендації

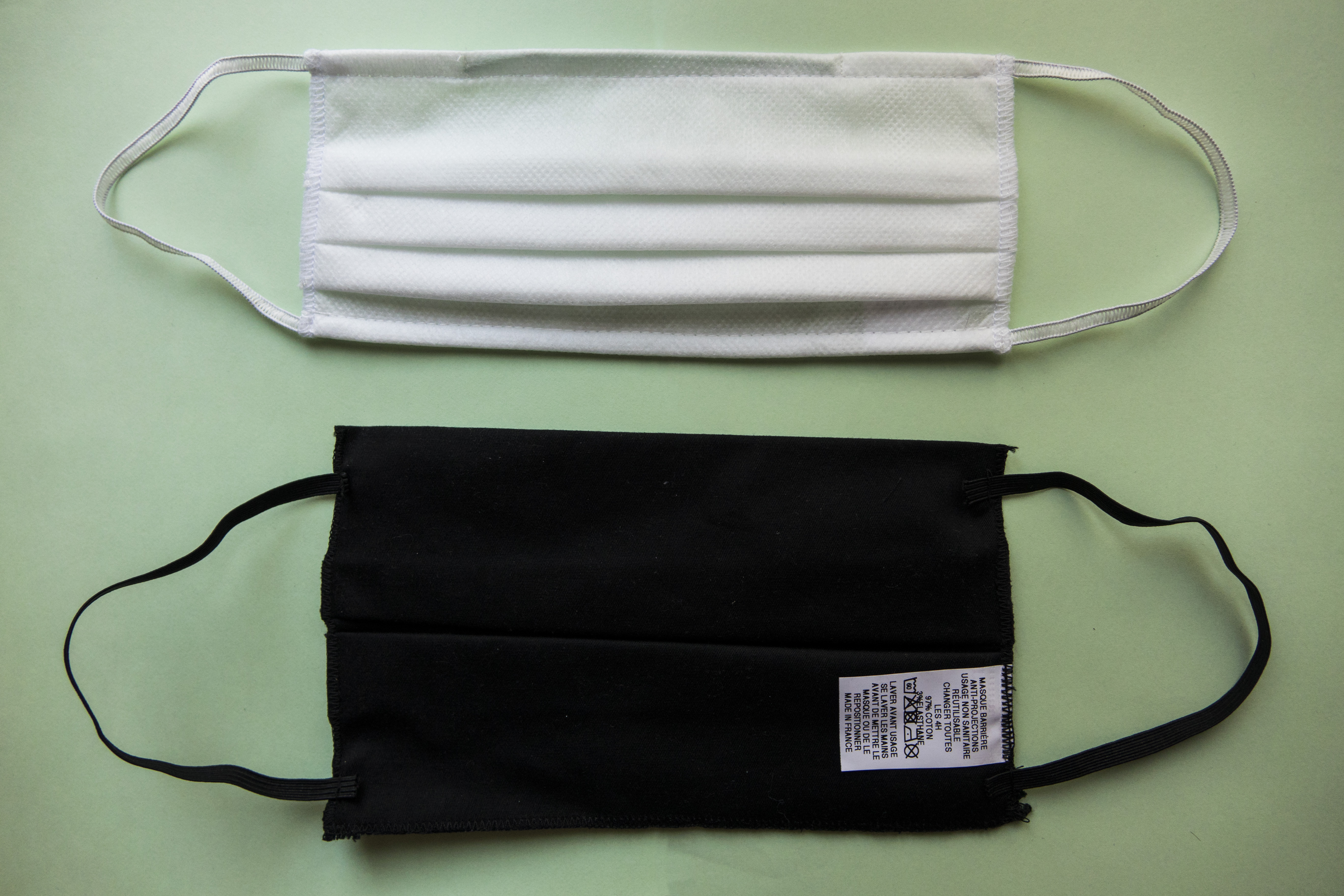
Дві тканинні маски французького виробництва, сертифіковані організацією AFNOR. Біла маска виготовлена з поліпропілену, а чорна — з бавовни.

Всесвітня організація охорони здоров’я рекомендує використовувати маски, що містять щонайменше три шари різних матеріалів. Вважається, що два шари нетканого спанбонду (поліпропілену) також забезпечують належний захист та не утруднюють дихання.
При виготовленні тканинних масок для обличчя слід враховувати два параметри: ефективність фільтрації матеріалу та повітропроникність. Коефіцієнт якості фільтра, відомий як "Q", зазвичай використовується як інтегрований показник якості фільтра. Йдеться про забезпечення ефективності фільтрації та повітропроникності, більш високі значення вказують на кращі показники. Експерти рекомендують коефіцієнт Q три або більше.
| Матеріал (приклад походження) | Ефективність бактеріальної фільтрації (%) | Тривкість щодо бризок(Па) | Фільтр-фактор, Q (кПа -1 ) |
| ----------------------------- | ----------------------------------------- | ------------------------- | -------------------------- |
| Поліпропілен                  | 6                                         | 1.6                       | 16.9                       |
| Бавовна (светр)               | 26                                        | 17                        | 7.6                        |
| Бавовна (футболка)            | 21                                        | 14.5                      | 7.4                        |
| Поліестер (пеленка)           | 17                                        | 12.3                      | 6.8                        |
| Бавовна (футболка)            | 5                                         | 4.5                       | 5.4                        |
| Целюлоза (рушник)             | 20                                        | 19                        | 5.1                        |
| Целюлоза (паперовий рушник)   | 10                                        | 11                        | 4.3                        |
| Шовк (серветка)               | 4                                         | 7.3                       | 2.8                        |
| Бавовна (хустинка)            | 1.1                                       | 9.8                       | 0,48                       |
| Бавовна, газ                  | 0,7                                       | 6.5                       | 0,47                       |
| Нейлон (спортивні штани)      | 23                                        | 244                       | 0,4                        |

## Ефективність
Тканинні маски для обличчя можуть використовуватися для попередження передачі захворювання, що передаються повітряно-крапельним шляхом, але не вважаються особистими захисним засобам для того, хто її носить оскільки вони не дуже ефективно фільтрують повітря. Не існує затверджених стандартів та правил виготовлення саморобних масок з тканини.
В одному з досліджень 2010 року було виявлено, що 40–90% частинок у діапазоні 20–1000 нм проникають через тканинну маску та інші тканинні матеріали. Захисні властивості масок з тканин сильно відрізняється від форми, посадки та типу тканини, а також від товщини та тканини та кількості шарів.

### Пандемія COVID-19
Під час пандемії COVID-19 у багатьох країнах рекомендували використовувати тканинні маски для зменшення поширення вірусу.
5 червня ВООЗ змінила свої рекомендації щодо масок для обличчя, рекомендуючи носити тканинні маски там, де соціальна дистанція неможлива (наприклад, у громадському транспорті, в магазинах або в інших людних місцях).